# Draft 1977 de la NBA
1976 1978
La draft 1977 de la NBA est la 31e draft annuelle de la National Basketball Association (NBA), se déroulant en amont de la saison 1977-1978. Elle s'est tenue le 10 juin 1977 à New York. Elle se compose de 8 tours et 170 joueurs ont été sélectionnés,. C'est la première à inclure quatre anciennes équipes de l'American Basketball Association (ABA), avec les Nuggets de Denver, Pacers de l'Indiana, Nets de New York et les Spurs de San Antonio. Quelques mois plus tard, les Nets de New York deviendront les Nets du New Jersey.
Lors de cette draft, 22 équipes de la NBA choisissent à tour de rôle des joueurs évoluant au basket-ball universitaire américain, ainsi que des joueurs internationaux. Si un joueur quittait l’université plus tôt, il devenait éligible à la sélection.
Les deux premiers choix de la draft se décident entre les deux équipes arrivées dernières de leur division l'année précédente, à l'issue d'un pile ou face. Les choix de premier tour restant et les choix de draft sont affectés aux équipes dans l'ordre inverse de leur bilan victoires-défaites lors de la saison 1976-1977.
Kent Benson est sélectionné en premier choix par les Bucks de Milwaukee, en provenance de l'Indiana. Le titre de NBA Rookie of the Year est remporté par Walter Davis, choisi en 5e position par les Suns de Phoenix.
Cette classe de draft voit deux joueurs, Bernard King et Jack Sikma, intronisés au sein du Basketball Hall of Fame à l'issue de leur carrière.
Au septième tour, le Jazz de La Nouvelle-Orléans sélectionne Lusia Harris, une joueuse de basket-ball universitaire de l’Université Delta State, avec le 137e choix. Elle est devenue la seconde femme draftée par une équipe NBA, après Denise Long, sélectionnée par les Warriors de San Francisco en 1969. Cependant, la ligue annule à l'époque la sélection des Warriors, et Harris devient ainsi la première et seule femme à avoir été officiellement draftée. Harris n’a pas exprimé d’intérêt pour jouer au sein de la NBA. Elle n’a jamais joué en NBA, mais elle a ensuite joué brièvement dans la Women's Professional Basketball League. En 1992, elle est intronisée au Basketball Hall of Fame et est devenue la première femme intronisée. Elle est également intronisée au Women's Basketball Hall of Fame en 1999.

## Draft
| ^ | Signale un joueur qui a été intronisé au Basketball Hall of Fame                                                                |
| * | Signale un joueur qui a été sélectionné pour au moins un match annuel NBA All-Star Game et une récompense annuelle All-NBA Team |
| + | Signale un joueur qui a été sélectionné pour au moins un match annuel NBA All-Star Game                                         |
| R | Signale le joueur qui a remporté le titre de NBA Rookie of the Year                                                             |

### Premier tour
| Choix | Nom              | Position          | Nationalité         | Équipe                                            | Provenance                       |
| ----- | ---------------- | ----------------- | ------------------- | ------------------------------------------------- | -------------------------------- |
| 1     | Kent Benson      | Pivot             | États-Unis          | Bucks de Milwaukee                                | Hoosiers de l'Indiana            |
| 2     | Otis Birdsong*   | Arrière Meneur    | États-Unis          | Kings de Kansas City (de NY Nets)                 | Cougars de Houston               |
| 3     | Marques Johnson* | Arrière Ailier    | États-Unis          | Bucks de Milwaukee (de Buffalo)                   | Bruins d'UCLA                    |
| 4     | Greg Ballard     | Ailier fort       | États-Unis          | Bullets de Washington (d'Atlanta)                 | Ducks de l'Oregon                |
| 5     | Walter Davis* R  | Arrière Ailier    | États-Unis          | Suns de Phoenix                                   | Tar Heels de la Caroline du Nord |
| 6     | Kenny Carr       | Ailier fort       | États-Unis          | Lakers de Los Angeles (de La Nouvelle-Orléans)    | Wolfpack de North Carolina State |
| 7     | Bernard King^    | Ailier            | États-Unis          | Nets de New York (d'Indiana)                      | Volunteers du Tennessee          |
| 8     | Jack Sikma^      | Pivot Ailier fort | États-Unis          | SuperSonics de Seattle                            | Illinois Wesleyan                |
| 9     | Tom LaGarde      | Pivot Ailier fort | États-Unis          | Nuggets de Denver (de Kansas City)                | Tar Heels de la Caroline du Nord |
| 10    | Ray Williams     | Meneur            | États-Unis          | Knicks de New York                                | Golden Gophers du Minnesota      |
| 11    | Ernie Grunfeld   | Arrière Ailier    | États-Unis Roumanie | Bucks de Milwaukee (de Cleveland)                 | Volunteers du Tennessee          |
| 12    | Cedric Maxwell   | Ailier            | États-Unis          | Celtics de Boston                                 | 49ers de Charlotte               |
| 13    | Tate Armstrong   | Arrière           | États-Unis          | Bulls de Chicago                                  | Blue Devils de Duke              |
| 14    | Tree Rollins     | Pivot             | États-Unis          | Hawks d'Atlanta (de Détroit via Washington)       | Tigers de Clemson                |
| 15    | Brad Davis       | Meneur            | États-Unis          | Lakers de Los Angeles (de San Antonio)            | Terrapins du Maryland            |
| 16    | Rickey Green+    | Meneur            | États-Unis          | Warriors de Golden State                          | Wolverines du Michigan           |
| 17    | Bo Ellis         | Ailier fort       | États-Unis          | Bullets de Washington                             | Golden Eagles de Marquette       |
| 18    | Wesley Cox       | Ailier            | États-Unis          | Warriors de Golden State (de Houston via Buffalo) | Cardinals de Louisville          |
| 19    | Rich Laurel      | Arrière           | États-Unis          | Trail Blazers de Portland                         | Hofstra                          |
| 20    | Glenn Mosley     | Ailier fort       | États-Unis          | 76ers de Philadelphie                             | Pirates de Seton Hall            |
| 21    | Anthony Roberts  | Ailier Arrière    | États-Unis          | Nuggets de Denver                                 | Golden Eagles d'Oral Roberts     |
| 22    | Norm Nixon+      | Meneur            | États-Unis          | Lakers de Los Angeles                             | Dukes de Duquesne                |

### Joueurs notables sélectionnés après le premier tour
| Choix | Nom            | Position          | Nationalité | Équipe                             | Provenance                    |
| ----- | -------------- | ----------------- | ----------- | ---------------------------------- | ----------------------------- |
| 33    | Eddie Jordan   | Arrière           | États-Unis  | Cavaliers de Cleveland             | Scarlet Knights de Rutgers    |
| 36    | Ben Poquette   | Ailier fort Pivot | États-Unis  | Pistons de Détroit                 | Chippewas de Central Michigan |
| 40    | Robert Reid    | Arrière Ailier    | États-Unis  | Rockets de Houston (de Milwaukee)  | Saint Mary's (Texas)          |
| 41    | T. R. Dunn     | Arrière Ailier    | États-Unis  | Trail Blazers de Portland          | Crimson Tide de l'Alabama     |
| 46    | James Edwards  | Ailier fort Pivot | États-Unis  | Lakers de Los Angeles (de Buffalo) | Huskies de Washington         |
| 49    | Eddie Johnson+ | Arrière           | États-Unis  | Hawks d'Atlanta (de Phoenix)       | Tigers d'Auburn               |